# Биляр-Озеро
Биля́р-О́зеро (чув. Пӳлeркӳл) — село в Нурлатском районе Татарстана.

## География
Село находится на старице р. Большой Черемшан, в 25 км к северо-западу от г. Нурлат.

## Название
«Пӳлеркӳл» с чувашского переводится как «Прозрачное озеро» Происхождения названия очень проста, первые чувашские переселенцы из г. Биляр взяли с собой прежнее название родного города.
В старо чувашском языке слово «Пилер/Пӳлер» означал «Прозрачный, чистый». [بلور] — булӯр [bülür] — Прозрачный Кристалл (Яркое, прозрачное стекло, которое светит в свете и оттенках света, ювелирный камень.)

## История
Основано в XVII в. В дореволюционных источниках известна также под названием Абрахманова, Степное Озеро, Преображенское.
В XVIII — 1-й половине XIX вв. жители относились к категории государственных крестьян. Занимались земледелием, разведением скота. Православный приход в селе возник в XVIII в., в 1870 г. была построена Спасо-Преображенская церковь (закрыта в 1930-х гг., реконструирована и открыта вновь в 1990 г.).
В начале XX в. здесь функционировали фельдшерский пункт, земская школа, ветряная мельница, 2 кузницы, маслобойка, заведение по выделке кож, 2 мелочные, винная и 2 пивные лавки, по субботам проходил базар. В этот период земельный надел сельской общины составлял 1123 дес.
До 1920 г. село относилось к Старо-Максимкинской волости Чистопольского уезда Казанской губернии. С 1920 г. в составе Чистопольского кантона. С 10.08.1930 г. в Октябрьском (с 10.12.1997 г. — Нурлатский) районе.

## Население
Число жителей:
- в 1782 г. — 77 душ мужского пола,
- в 1859 г. — 314,
- в 1897 г. — 474,
- в 1908 г. — 504,
- в 1920 г. — 708,
- в 1926 г. — 645,
- в 1938 г. — 570,
- в 1949 г. — 479,
- в 1958 г. — 611,
- в 1970 г. — 853,
- в 1979 г. — 752,
- в 1989 г. — 573 чел.
- в 2000 г. — 559 жителей (по переписи 1989 г., чувашей — 51 %, русских — 43 %).

## Инфраструктура
Полеводство, молочное скотоводство. Средняя школа, дом культуры, библиотека.

## Известные жители
- Троицкий, Адриан Александрович — священник Русской православной церкви, в 2002 году включён в Собор новомученников и исповедников Российских